# Synagogue Yeshua Tova

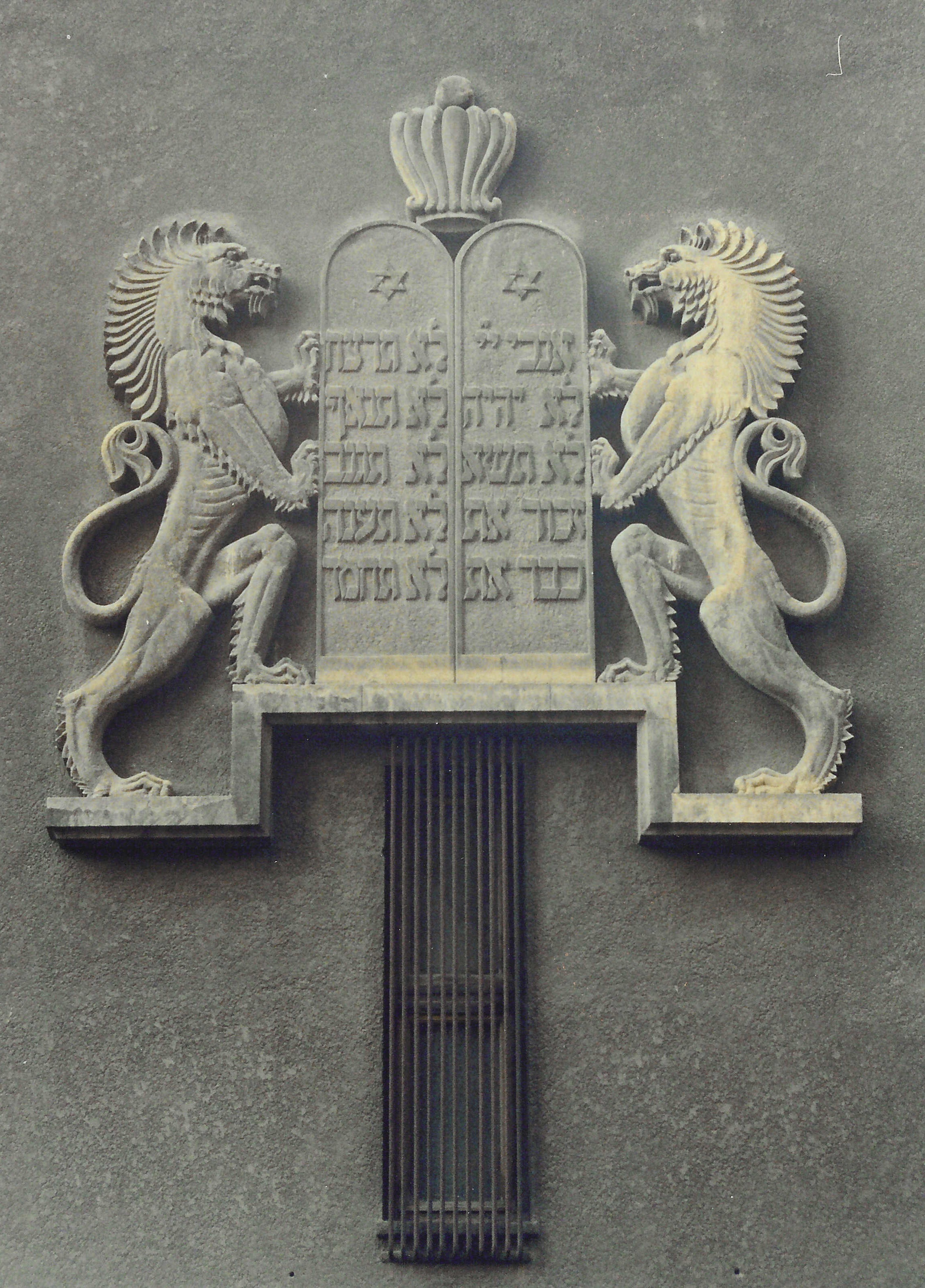
Sculpture des Dix Commandements sur la façade de la synagogue Yeshua Tova.

La synagogue Yeshua Tova (en roumain : Sinagoga Ieșua Tova ou Sinagoga Podul Mogoșoaiei) est une synagogue à Bucarest, en Roumanie. Elle est la plus ancienne de la ville fréquentée par la communauté juive locale.
La synagogue est située rue Take Ionescu, n° 9, près de la place Amzei. Le bâtiment est construit en 1827 et rénové en 2007. 

### Articles annexes
- Histoire des Juifs en Roumanie.
- Synagogue chorale de Bucarest